# 248
El año 248 (CCXLVIII) fue un año bisiesto comenzado en sábado del calendario juliano, en vigor en aquella fecha.
En el Imperio romano el año fue nombrado como el del segundo consulado de Filipo y Severo" o, menos comúnmente, como el 1001 Ab urbe condita, siendo su denominación como 248 posterior, de la Edad Media, al establecerse el Anno Domini.

## Acontecimientos

### Por lugar

#### Imperio romano
- Las revueltas de Pacatianus en Moesia y Iopatianus en Siria son reprimidas por el senador Decio, por orden del emperador Filipo I.
- El Imperio romano continúa la celebración del aniversario número 1000 de la ciudad de Roma con los Ludi Saeculares organizada por Filipo I.

### Por tema

#### Religión
- Cipriano se convierte en obispo de Cártago.
- Orígenes escribe una obra en 8 volúmenes, criticando al escritor pagano Celso.

## Nacimientos
- Helena de Constantinopla, más tarde Augusta romana (fecha aproximada).

## Fallecimientos
- Himiko, la reina de Japón.
- Trieu Thi Trinh, guerrera vietnamita (n. 225).
- Zhu Ran, general del Reino de Wu (n. 182).
- Wu Can, general del Reino de Wu (n. 187).
- Wang Ping, general del Segundo Reino de Shu.